# Обезьяна с острова Саругасима
«Обезьяна с острова Саругасима» — советский рисованный мультипликационный фильм 1970 года.

## Сюжет
По мотивам японской сказок Хироси Саругасима, сюжет которой восходит к одной из джатак — историй о прошлых жизнях Будды.
Дракон, повелитель моря, тяжело заболел ангиной. Придворный врач — медуза, прописала ему обезьянью печень. Пришлось искать того, кто может выйти из моря на сушу. Выбрали черепаху. Черепаха привозит обезьяну к дракону под предлогом того, что там растут очищенные бананы. Однако, обезьяна, узнав от дельфина планы черепахи, обманывает её и заставляет вернуться на остров. Дракон, узнав о том, что они уплыли, отправляет в погоню акул. Однако, сочувствующие обезьяне каракатицы помогают ей и черепахе добраться до острова. Тут-то черепаху и ждёт разочарование. Ведь дракон, в случае невыполнения задания обещал уничтожить весь черепаший род. Но обезьяна пожалела черепаху и предложила ей вывести потомство на острове.
В этом мультфильме объясняется, почему черепахи рождаются на суше, в прибрежном песке.

## Создатели
| автор сценария       | Лев Рудницкий |
| режиссёр             | Михаил Ботов |
| художник-постановщик | Владимир Тарасов |
| композитор           | Евгений Крылатов |
| оператор             | Михаил Друян |
| звукооператор        | Владимир Кутузов |
| художники:           | Борис Бутаков, Олег Комаров, Владимир Пекарь, Николай Климов, Игорь Подгорский, Михаил Першин, Валерий Угаров, Дмитрий Анпилов, Ирина Троянова                                            |
| роли озвучивали:     | Анатолий Папанов — Дракон Тамара Дмитриева — Обезьяна / медуза-врач Василий Ливанов — Черепаха Мария Виноградова — Дельфин (в титрах не указана) Юрий Андреев — Краб (в титрах не указан) |
| ассистенты           | Галина Любарская, Н. Наяшкова |
| монтажёр             | Татьяна Сазонова |
| редактор             | Аркадий Снесарев |
| директор картины     | Фёдор Иванов |

## Отличия от сказки и джатаки
Японская сказка, по которой был создан этот мультфильм, называлась «Печень живой обезьяны». Там за обезьяной на остров Саругасима (яп. 猿ヶ島 саругасима, Обезьяний остров) отправляли не черепаху, а медузу. В сказке говорится, что в то время медуза была совсем не такой, как сейчас: у неё были 4 лапы, она могла вылезать на сушу. Медуза там была слаба умом и болтлива, она сама по дороге проболталась обезьяне про печень и та перехитрила её, сказав, что оставила печень на острове. Когда медуза вернулась ни с чем, рассерженный дракон приказал всем бить медузу, пока в ней костей не останется. В конце сказки говорится: «Били её, били, переломали все кости, и стала медуза с тех пор такой, какой мы её видим сегодня». В мультфильме же конец был значительно гуманнее.
В джатаке, послужившей основой сказке, обезьяна-бодхисаттва переплывала реку Ганг на спине крокодила (воплощения Девадатты).

## Видеоиздания
В СССР, позже — России в 1990-е годы мультфильм выпущен на видеокассетах VHS кинообъединением «Крупный план» в сборнике мультфильмов «Золотая антилопа», «Фока — на все руки дока» и «В яранге горит огонь». С середины 1990-х мультфильм выпускался на VHS изданием «Союз видео». Все лицензионные VHS производились со звуком Hi-Fi Stereo, и в системе PAL.Также мультфильм выпускался в том же сборнике на компакт-дисках Video CD компанией Lizard.

В 2002 году издан на VHS и DVD изданием «Союз Видео» в сборнике мультфильмов «Сказочные джунгли». Отрестраврированая версия вышла в сборнике мультфильмов «Сказки народов мира» компанией «Крупный план» на DVD со звуком Dolby Digital.

## Аудиоиздания
В 1990-е годы на аудиокассетах изданием Twic Lyrec была выпущена аудиосказка по одноимённому мультфильму с текстом Александра Пожарова.